# シェラミー・リー
シェラミー・リー・キューン（英: Cherami Leigh Kuehn、1988年7月19日 - ）は、アメリカ合衆国の女優、声優。
ファニメーションで制作された日本のアニメ吹き替え版で大小の役割を担っており、主人公役では『ソードアート・オンライン』の結城明日奈役、『ストライクウィッチーズ』の宮藤芳佳役や『FAIRY TAIL』のルーシィ・ハートフィリア役がある。

## 生い立ち
- 6歳から演技を始める。2013年にロサンゼルスへ移り、そこで声の仕事を続け、実写の役割を引き受け始める。
- 2014年4月13日、2010年から交際していた俳優のジョン・クリスティと結婚する。

## 出演

### アニメ
太字はメインキャラクター。

#### テレビアニメ
2007年
- 屍鬼（桐敷沙子）
- ピーチガール（柏木さえ）
- バッカーノ!

2009年
- ケロロ軍曹（日向夏美）

2010年
- ストライクウィッチーズ（宮藤芳佳）

2011年
- FAIRY TAIL（2011年 - 2019年、ルーシィ・ハートフィリア）

2013年
- ソードアート・オンライン（2013年 - 、結城明日奈）
- とある科学の超電磁砲（初春飾利） - 3シリーズ

2014年
- 美少女戦士セーラームーンCrystal（2014年 - 2019年、愛野美奈子 / セーラーヴィーナス）
- PSYCHO-PASS サイコパス（2014年 - 2015年、霜月美佳）
- とある魔術の禁書目録（初春飾利） - 2シリーズ

2017年
- ドキドキ!プリキュア（レジーナ）

2018年
- 僕のヒーローアカデミア（2018年 - 2020年、ピクシーボブ）
- BORUTO-ボルト- -NARUTO NEXT GENERATIONS-（2018年 - 、うちはサラダ、みたらしアンコ、黒ツチ）
- ヴァイオレット・エヴァーガーデン（アイリス・カナリー）
- ポプテピピック（ポプ子）

2020年
- ブラッククローバー（ロロペチカ）
- マギアレコード 魔法少女まどか☆マギカ外伝（アリナ・グレイ）
- ポケットモンスター（2020年 - 2023年、コハル、ロケット団→ゴウのサルノリ、ハルヒ）
- PERSONA5 the Animation（新島真）
- 炎炎ノ消防隊（アマテラス）

2021年
- 不滅のあなたへ（リーン）
- Vivy -Fluorite Eye's Song-（垣谷ユイ）

2022年
- 古見さんは、コミュ症です。（中々思春、尾鶏楓）
- コタローは1人暮らし（さとうコタロー）

#### アニメ映画
2010年
- ドラゴンボール 神龍の伝説（パンジ）

2012年
- テイルズ オブ ヴェスペリア 〜The First Strike〜（エステリーゼ・シデス・ヒュラッセイン）

2013年
- 劇場版 灼眼のシャナ（シャナ）
- 劇場版 FAIRY TAIL 鳳凰の巫女（ルーシィ・ハートフィリア）

2014年
- カエルのリビット めざせ!プリンセスの国（サンディ）
- 劇場版 K MISSING KINGS（平坂道反）

2016年
- 劇場版 PSYCHO-PASS サイコパス（霜月美佳）
- デジモンアドベンチャー tri.（2016年 - 2018年、姫川マキ、ピヨモン、ヨコモン）

2017年
- BORUTO -NARUTO THE MOVIE-（うちはサラダ）
- 劇場版 FAIRY TAIL -DRAGON CRY-（ルーシィ・ハートフィリア）
- 劇場版 美少女戦士セーラームーンR（セーラーヴィーナス）

2018年
- 劇場版 七つの大罪 天空の囚われ人（エルラッテ）

2019年
- 新世紀エヴァンゲリオン劇場版 シト新生（ペンペン）

2020年
- 泣きたい私は猫をかぶる（笹木美代）
- デジモンアドベンチャー LAST EVOLUTION 絆（ピヨモン、モルフォモン）

2021年
- 劇場版 ヴァイオレット・エヴァーガーデン（アイリス・カナリー）
- アダムス・ファミリー2 アメリカ横断旅行!（オシーリア）

2022年
- 雨を告げる漂流団地（安藤珠理、兎内里子）

### ゲーム
- 絶対絶望少女 ダンガンロンパ Another Episode（2014年、苗木こまる）
- ペルソナ5シリーズ（新島真）
  - ペルソナ5 ダンシング・スターナイト（2018年）
  - ペルソナ5 ザ・ロイヤル（2020年）
  - ペルソナ5 スクランブル ザ ファントム ストライカーズ（2021年）
- サイバーパンク2077（2020年、V）
- クッキーラン: キングダム（2021年、コットン味クッキー）

### シリーズ一覧
1. ↑  第1期『とある科学の超電磁砲』、第2期『とある科学の超電磁砲S』、第3期『とある科学の超電磁砲T』。
2. ↑  第2期『とある魔術の禁書目録II』、第3期『とある魔術の禁書目録III』。